# マルク・デグリース
マルク・デグリース（Marc Gabriel Degryse, 1965年9月4日 - ）は、ベルギー・ルーセラーレ出身のサッカー選手。現役当時のポジションはFW。ベルギー年間最優秀選手賞を4度受賞した。引退後はクラブ・ブルッヘのテクニカルダイレクターを務めていた。

## 経歴
1995-96シーズン、シェフィールド・ウェンズデイFCでは34試合で8ゴール5アシストを決め、チームのプレミアリーグ残留を助け、クラブ年間最優秀選手賞したが。PSVでは怪我を抱え、活躍出来ずに終わった。
ベルギー代表として63試合で23得点。2度のワールドカップに出場した。1990年イタリア大会では、グループリーグ初戦の韓国戦で1得点、1994年アメリカ大会でもグループリーグ初戦のモロッコ戦で得点を決めている。

## 代表歴

### 出場大会
- ベルギー代表
  - 1990 FIFAワールドカップ
  - 1994 FIFAワールドカップ

### 試合数
- 国際Aマッチ 63試合 23得点（1984年-1996年）[4]

| ベルギー代表 | 国際Aマッチ | 国際Aマッチ |
| 年           | 出場        | 得点        |
| ------------ | ----------- | ----------- |
| 1984         | 2           | 0           |
| 1985         | 1           | 0           |
| 1986         | 0           | 0           |
| 1987         | 4           | 1           |
| 1988         | 3           | 1           |
| 1989         | 9           | 5           |
| 1990         | 10          | 3           |
| 1991         | 6           | 2           |
| 1992         | 7           | 1           |
| 1993         | 3           | 0           |
| 1994         | 10          | 8           |
| 1995         | 4           | 1           |
| 1996         | 4           | 1           |
| 通算         | 63          | 23          |

## タイトル
ブルッヘ
- ベルギー・ファースト・ディビジョンA : 1987–88
- ベルギーカップ : 1985–86
- ベルギースーパーカップ : 1986

アンデルレヒト
- ベルギー・ファースト・ディビジョンA : 4回(1990–91, 1992–93, 1993–94, 1994–95)
- ベルギーカップ : 1993–94
- ベルギースーパーカップ : 1993

PSV
- エールディヴィジ : 1996-97
- ヨハン・クライフ・スハール 2回(1996, 1997)

個人
- ベルギー・ファースト・ディビジョンAMVP : 2回(1987–88, 2000–01)
- ベルギー年間最優秀選手賞 : 4回(1987–88, 1989-90, 1994-95, 1999-00)
- ベルギー・ゴールデンシュー : 1990-91
- ベルギーフェアプレー賞 : 2回(2000–01, 2001–02)
- Belgische Gouden Schoen 2003 : 2003
- Golden Shoe Lifetime Achievement Award : 2001
- シェフィールド・ウェンズデイFC年間最優秀選手賞 : 1995-96